# Rumo Logística
Rumo Logística S.A. (tidligere América Latina Logística) er en brasiliansk godstransportvirksomhed, der primært fokuserer på jernbanelogistik. De tilbyder logistik, godstransport, drift af havne, lagring og administration. De har hovedkvarter i Curitiba, Paraná.